# Stary kościół w Petäjävesi
Stary kościół w Petäjävesi (fiń. Petäjäveden vanha kirkko, szw. Petäjävesi gamla kyrka) – zabytkowa drewniana świątynia luterańska wzniesiona w latach 1763–1765 w Petäjävesi w Finlandii Środkowej, wpisana w 1994 roku na listę światowego dziedzictwa UNESCO.
Obiekt stanowi przykład tradycji architektonicznej drewnianych kościołów północnej Europy oraz wykorzystania stosowanych przez miejscową ludność chłopską technik budownictwa z bali. Budynek łączy renesansową koncepcję kościoła rozplanowanego na planie krzyża równoramiennego ze starszymi formami wywodzącymi się z gotyckich sklepień krzyżowych.

## Historia

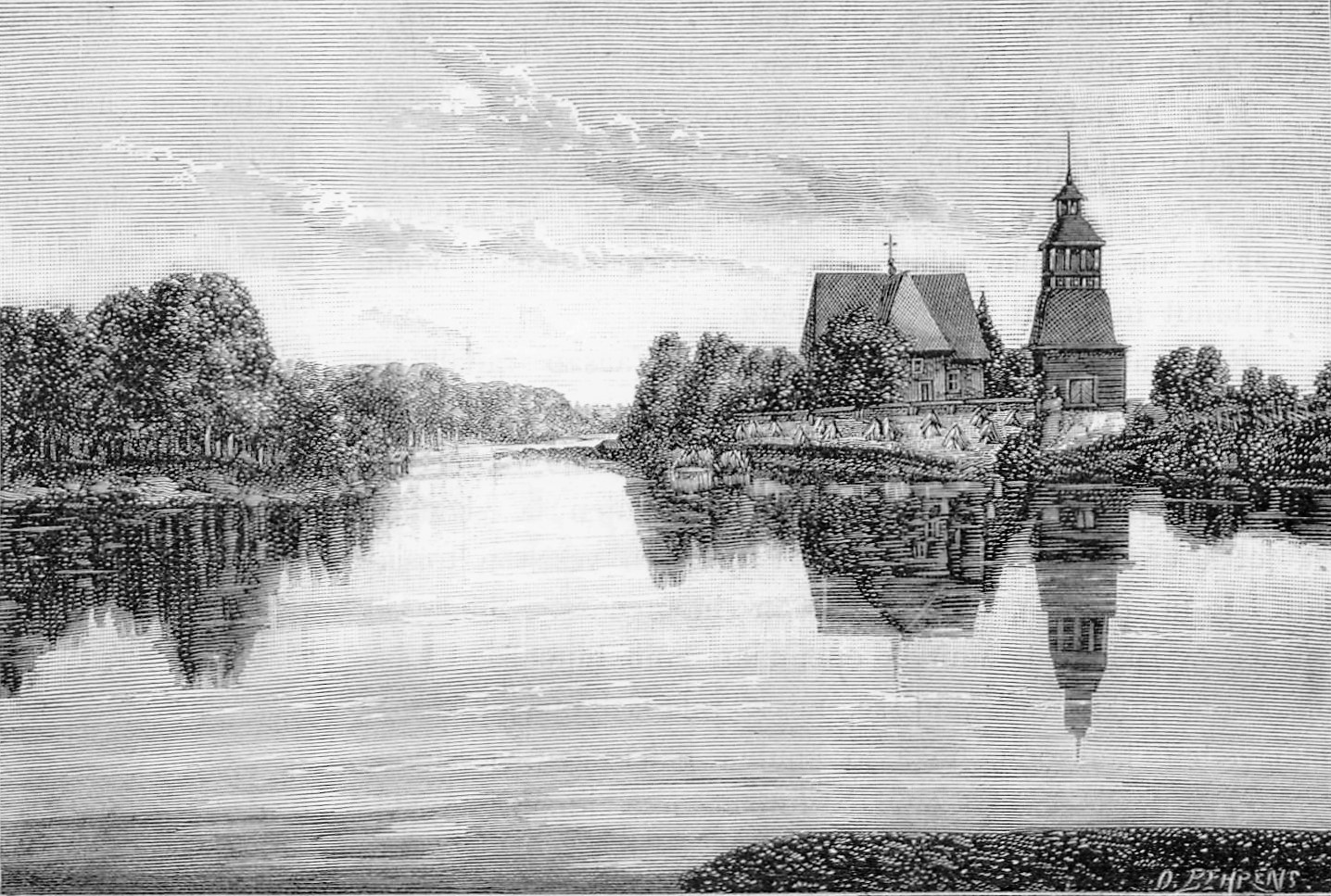
Widok starego kościoła w Petäjävesi na rycinie z 1897 roku

Kościół został wybudowany w latach 1763–1765 na półwyspie nad jeziorem Solikkojärvi, w miejscu małej, istniejącej od lat 20. XVIII wieku, kaplicy. Świątynię konsekrowano jednak dopiero w 1778 roku, a jej projekt wykonał lokalny mistrz budowlany Jaakko Klemetinpoika Leppänen, który był jednocześnie kierownikiem robót. W 1821 roku jego wnuk, Erkki Jaakonpoika Leppänen, kierował pracami, podczas których do zachodniej części kościoła dobudowano drewnianą dzwonnicę. W tym samym czasie do wschodniej części świątyni dobudowano nową zakrystię oraz powiększono otwory okienne.
Wraz z ukończeniem w 1879 roku budowy nowego kościoła znajdującego się na przeciwległym brzegu jeziora, stary kościół w Petäjävesi został wyłączony z użytku, nadal korzystano za to z dzwonnicy oraz otaczającego świątynię cmentarza.
Pod koniec lat 20. XX wieku stary kościół po raz pierwszy wyremontowano, a na jego historyczną i architektoniczną wartość zwrócił uwagę austriacki historyk sztuki, Josef Strzygowski. Kolejne prace konserwatorskie i restauratorskie miały miejsce m.in. w latach 50. XX wieku.

## Architektura

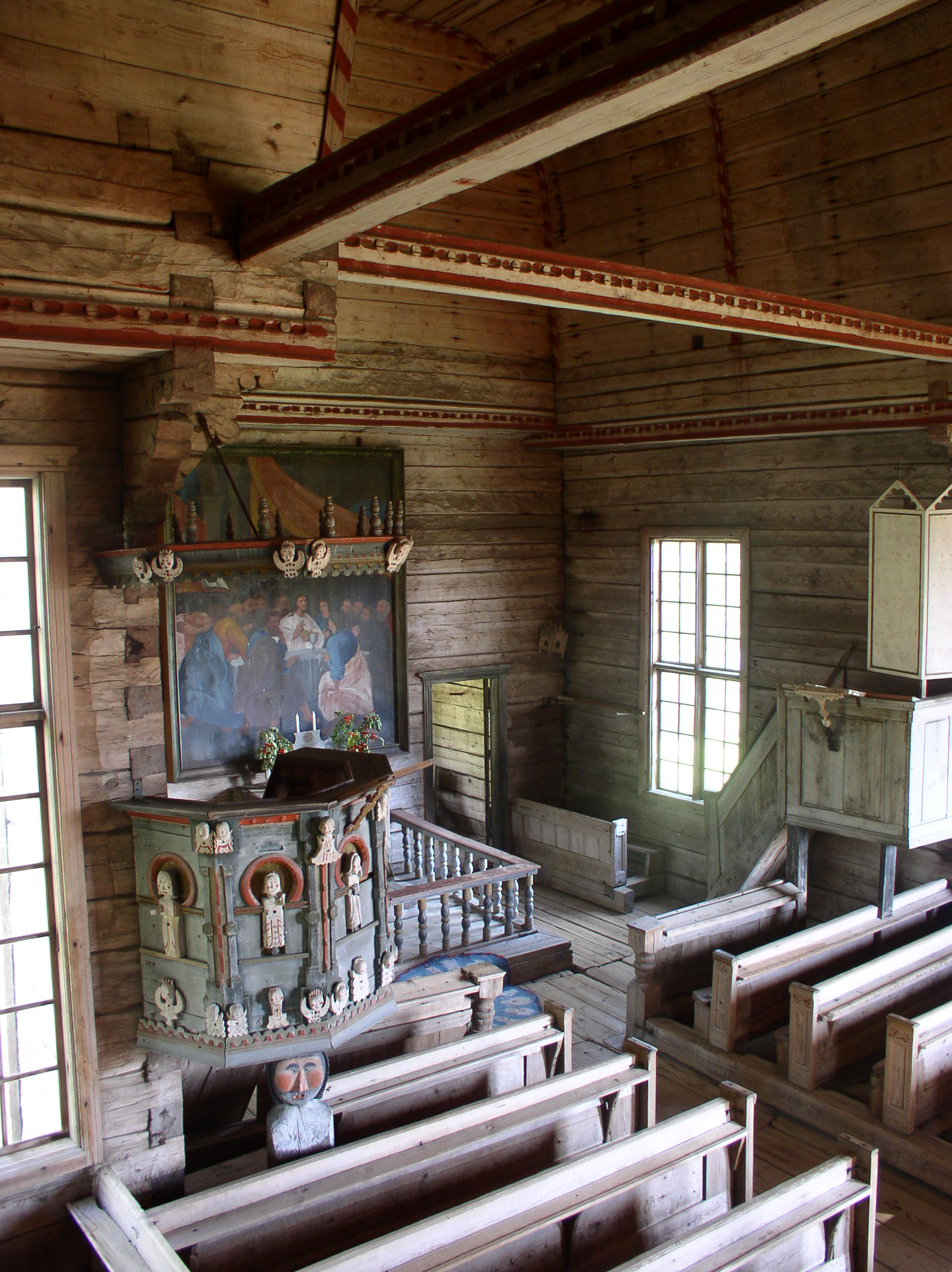
Wnętrze świątyni (2005)

Budynek o konstrukcji zrębowej, wykonany w całości z drewna sosnowego, wzniesiony na planie krzyża równoramiennego o ramionach o wymiarach 17 × 7 m, krytych nawiązującymi do gotyku wysokimi, kanciastymi dachami wykonanymi z czerwonawych desek. Na skrzyżowaniu ramion obecna jest ośmioboczna kopuła. Dzwonnica położona na zachód od świątyni połączona jest z nią wąskim korytarzem; podobnie przylegająca do kościoła od wschodu zakrystia.
Wnętrze kościoła łączy w sobie cechy renesansu, baroku i gotyku; okrągły wzór znajdujący się na szczycie kopuły we wnętrzu świątyni nawiązuje do renesansowych oculusów. Wnętrza są bardzo dobrze zachowane w swojej pierwotniej formie, do czego przyczynił się okres nieużytkowania budynku od 1879 roku do lat 20. XX wieku. Uwagę zwracają bogato rzeźbione i ręcznie wykonane przez lokalnych rzemieślników ambona, ławki, galerie z balustradami i żyrandole. W oknie chóru oraz jednym z otworów drzwiowych zachowały się oryginalne potrójne łuki.
Stary kościół w Petäjävesi otacza cmentarz, całość natomiast okala kamienny mur. Zespół ten położony jest nad jeziorem, w typowym dla tego regionu Finlandii krajobrazie rolniczo-leśnym.

## Galeria

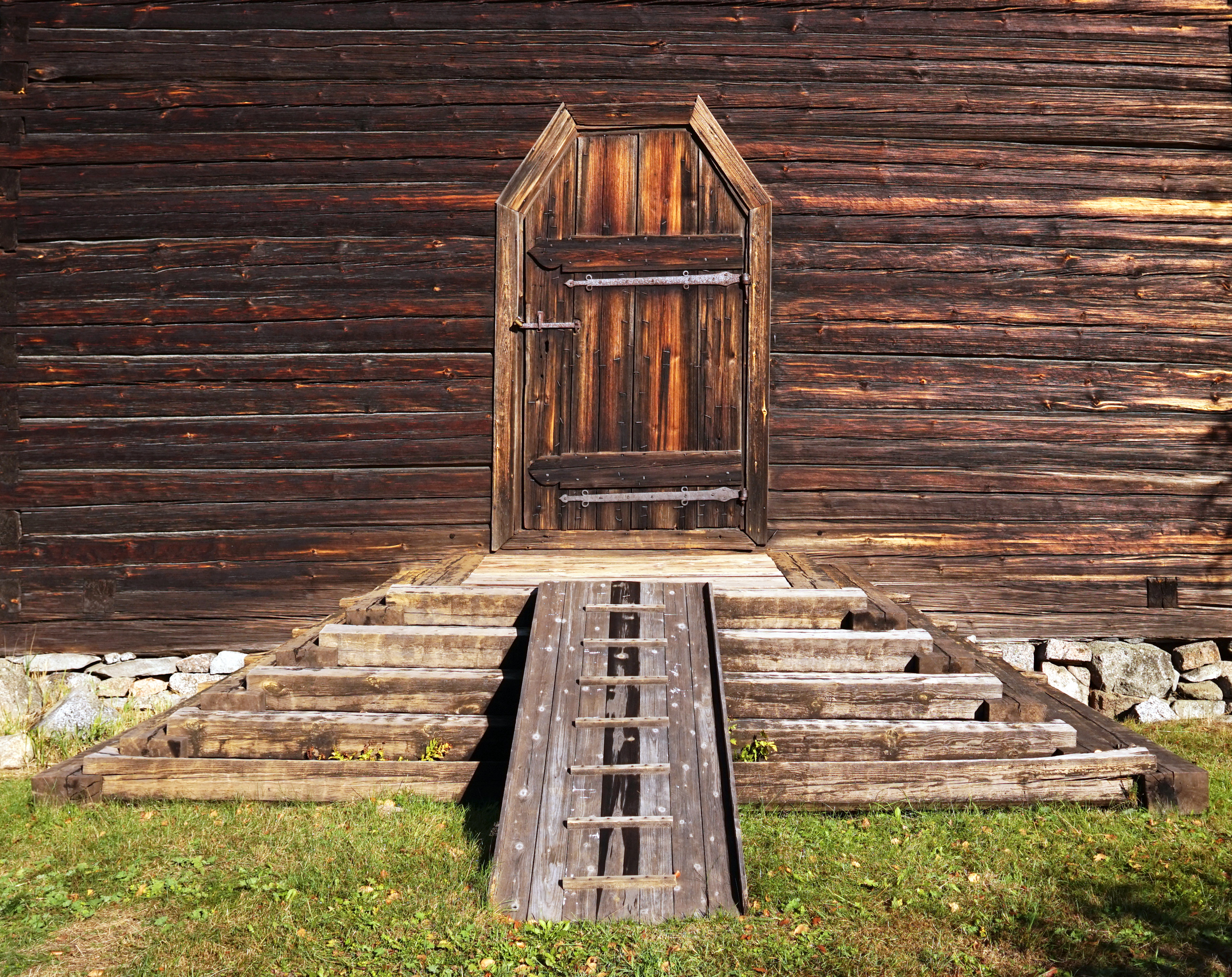
Wejście do kościoła (2018)
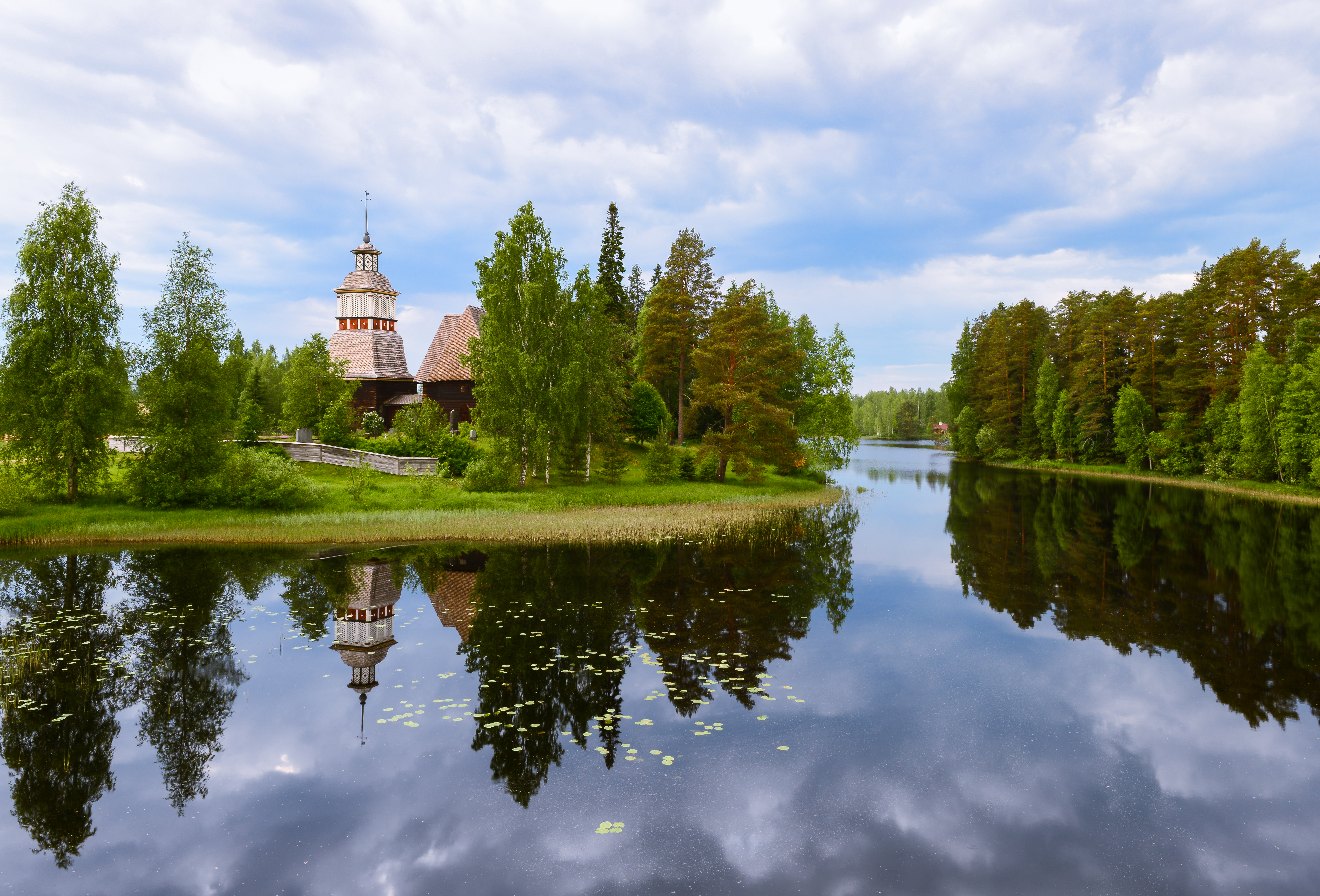
Stary kościół w Petäjävesi i jezioro (2013)
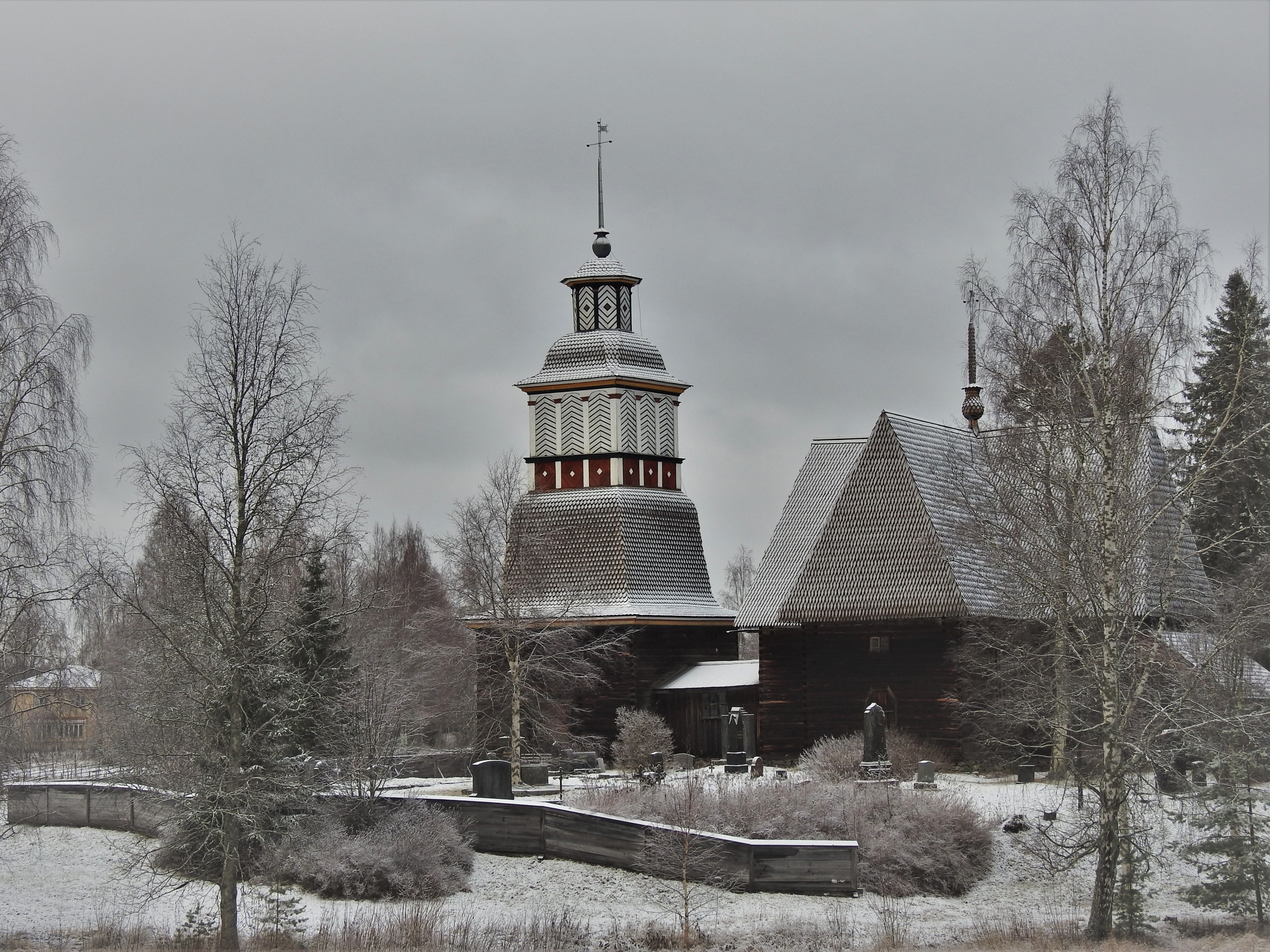
Kościół zimą (2017)
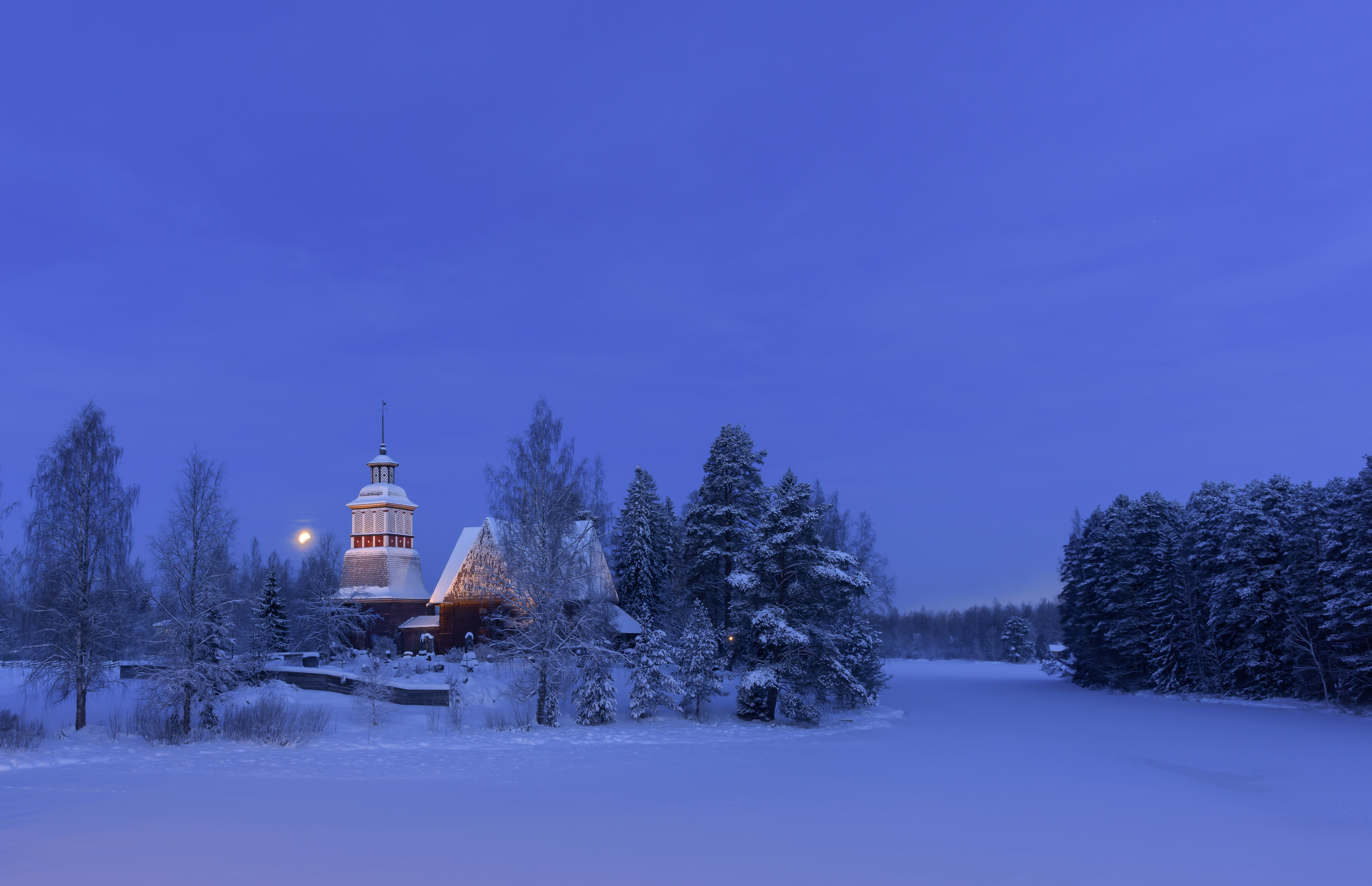
Widok świątyni i zamarzniętego jeziora nocą (2019)
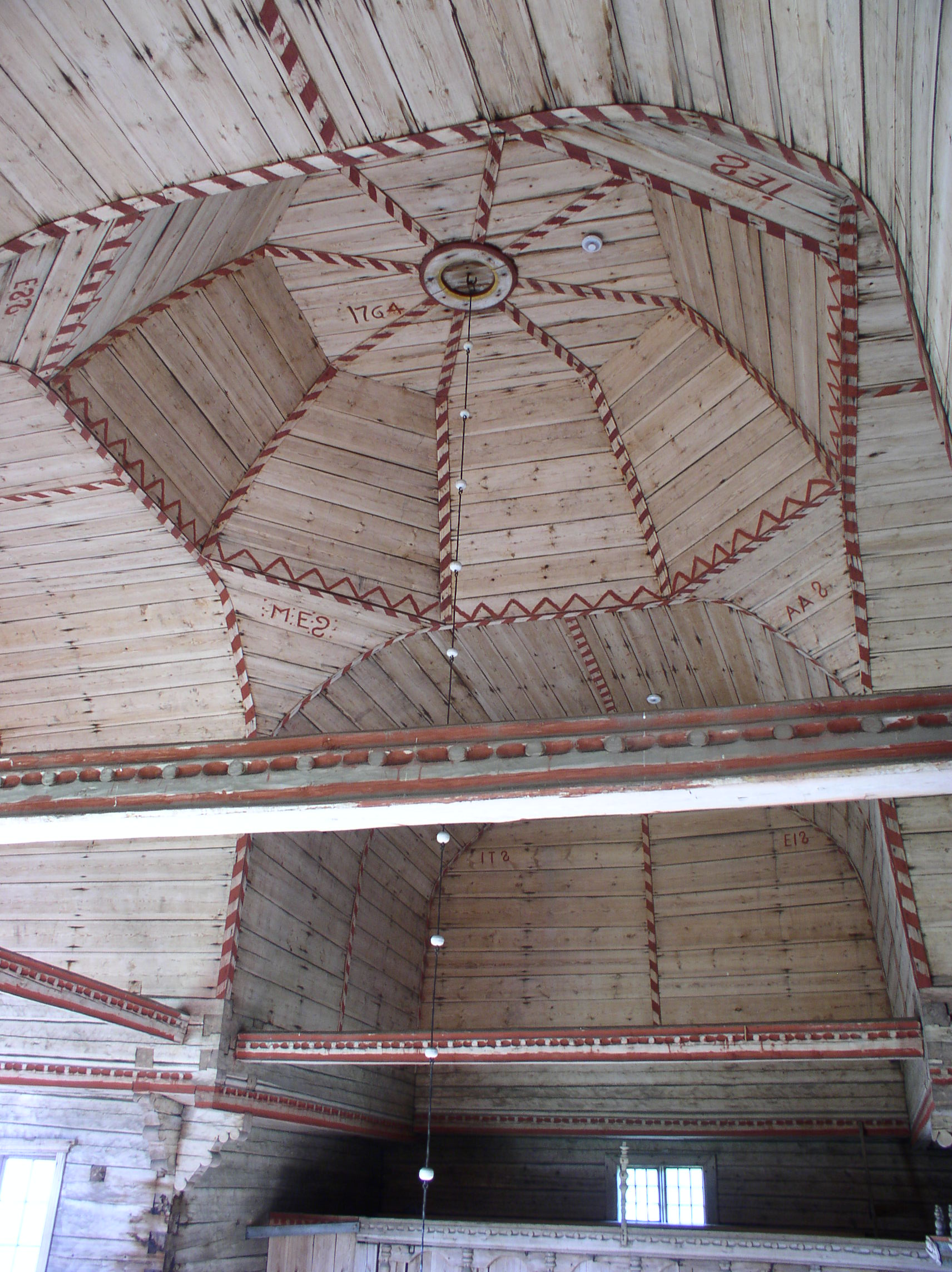
Kopuła kościoła od wewnątrz (2005)